# Nele Graf
Nele Graf (* 25. Juni 1977 in Hamburg) ist eine deutsche Professorin für Personal und Organisation an der Hochschule für angewandtes Management, an der sie 2013 auch das Forschungszentrum CILL (Competence Centre of Innovations and Quality in Leadership and Learning) initiierte und seitdem leitet, und Sachbuchautorin.

## Leben
Nele Graf studierte Betriebswirtschaftslehre an der Universität Hamburg und der Universität Uppsala. Ihr Studium schloss sie 2002 mit Diplom und dem Schwerpunkt Personalmanagement ab. 2010 folge die Promotion zur Dr. rer. pol. mit dem Schwerpunkt Personalentwicklung. Von 2002 bis 2004 nahm sie mit dem Schwerpunkt E-Learning erfolgreich an der Weiterbildung „Lehrqualifikation in Wissenschaft und Weiterbildung“ teil, die am von Rolf Schulmeister gegründeten Interdisziplinären Zentrum für Hochschuldidaktik (IZDH) an der Universität Hamburg angeboten wurde (heute: Zentrum für Weiterbildung).
2012 wurde Nele Graf zur Professorin für Personal und Organisation an der Hochschule für angewandtes Management in Ismaning und Berlin berufen.
Sie forscht, lehrt, schreibt und hält Vorträge vor allem zu den Themen Agiles Lernen, Lernkompetenzen, Zukunft der Personalentwicklung und zu beruflichen Metakompetenzen. Vier Jahre in Folge (2014–2017) erhielt Graf für ihre Forschungen zu den Themen Teamführung, Aufbau eines Forschungszentrums, Lernkompetenzen und Medienqualifizierung den Forschungspreis der Hochschule für angewandtes Management.
Neben ihrer Lehrtätigkeit als Professorin leitet sie seit 2013 das Competence Centre of Innovations and Quality in Leadership and Learning (CILL).

## Auszeichnungen
- 2014 bis 2017: Preisträgerin des Forschungspreises der Hochschule für angewandtes Management.[1]

## Werke (Auswahl)

### Monografien
- mit Denise Gramß und Frank Edelkraut: Agiles Lernen – inkl. Augmented-Reality-App. Neue Rollen, Kompetenzen und Methoden im Unternehmenskontext. 2. überarbeitete und aktualisierte Auflage, Haufe, Freiburg 2019, ISBN 978-3-648-13060-5.
- mit Stephanie Rascher und Andre M. Schmutte: Teamlead – Führung 4.0. So führen Sie Teams synergetisch zu Höchstleistungen. Mit Tipps und Checklisten für die Praxis. Springer Gabler, Wiesbaden 2020, ISBN 978-3-658-28806-8.
- mit Frank Edelkraut: Mentoring. Das Praxishandbuch für Personalverantwortliche und Unternehmer. 2. aktualisierte und erweiterte Auflage, Springer Gabler, Wiesbaden 2017, ISBN 978-3-658-15108-9.
- mit Frank Edelkraut: Der Mentor. Rolle, Erwartungen, Realität. Standortbestimmung des Mentoring aus Sicht der Mentoren. Pabst, Lengerich 2011, ISBN 978-3-89967-723-2.
- mit Christoph Athanas: Innovative Talentstrategien – mit Arbeitshilfen online. Talente finden, Kompetenzen fördern, Know-how binden. Haufe, Freiburg 2013, ISBN 978-3-648-04121-5.

### Herausgeberin
- Innovationen im Personalmanagement. Die spannendsten Entwicklungen aus der HR-Szene und ihr Nutzen für Unternehmen. Springer Gabler, Wiesbaden 2014, ISBN 978-3-658-04886-0.

### Sammelbandbeiträge
- Nele Graf und Erich Witte: Führen von Teams als System. In: Corinna von Au (Hrsg.): Leadership und angewandte Psychologie. Band 2: Struktur und Kultur einer Leadership-Organisation."" Springer Gabler, Wiesbaden 2017, ISBN 978-3-658-11955-3, S. 123–140.
- Nele Graf und Frank Edelkraut: Blended Mentoring zur Führungskräfteentwicklung. In: Corinna von Au (Hrsg.): Leadership und angewandte Psychologie. Springer Gabler, Wiesbaden 2017, ISBN 978-3-658-11955-3, S. 83–97.
- Nele Graf und Erich Witte: Synergetische Führung: Die Steuerung eines zukünftigen Mikrosystems. In: Sven Grote (Hrsg.): Die Zukunft der Führung. Springer Gabler, Wiesbaden 2012, ISBN 978-3-642-31051-5, S. 513–529.
- Nele Graf und David Lowiec: Führung – Zwischen Personenkult und Auflösung der Führungsrolle. In: Peter F.-J. Niermann und Andre M. Schmutte (Hrsg.): Managemententscheidungen. 2. Auflage. Springer Gabler, Wiesbaden 2017, ISBN 978-3-658-10181-7, S. 145–154.
- Nele Graf und David Lowiec: Synergetische Führung – Führen von Teams in der VUCA-Welt. In: Peter F.-J. Niermann und Andre M. Schmutte (Hrsg.): Managemententscheidungen. 2. Auflage. Springer Gabler, Wiesbaden 2017, ISBN 978-3-658-10181-7, S. 183–193.

### Journal- und Zeitschriftenbeiträge
- Nele Graf: Neues Kompetenzmodell. Metaskills für Morgen. In: managerSeminare Heft 264, März 2020, S. 64–70.
- Nele Graf und Anja Schmitz: Agiles Lernen, New Learning, Lernen 4.0. In: Personalmagazin 01.20., S. 76–80.
- Nele Graf und Frank Edelkraut: Ohne agile Bildung gibt es kein agiles Arbeiten. In: changement digital Heft 06 Die Agile Organisation, Handelsblatt Fachmedien 2019, S. 22–25.
- Nele Graf und Andre M. Schmutte: Teamlead. Diese Führungsaufgaben machen Teams wirklich erfolgreich. In: Manuel Sand (Hrsg.): Leadership und Guiding. Adventuremanagement in Theorie und Praxis. UKV Verlag, München 2020, S. 76.80.
- Nele Graf: Moderation und Führung – zwei konträre Rollenanforderungen. In: Gruppendynamik und Organisationsberatung. Vol. 45, Issue 2. Springer VS, Wiesbaden 2014.